# 豪雪

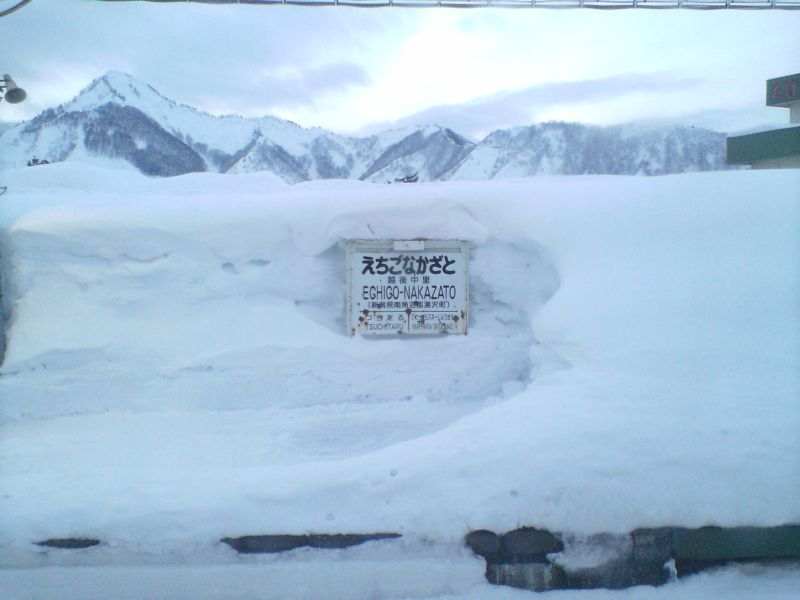
一八豪雪がもたらした積雪に埋もれる駅名標（越後中里駅）

豪雪（ごうせつ）とは、雪による雪害のうち、程度の著しいものを呼ぶ。大雪（おおゆき）の類義語でもある。降雪量や積雪量による定義は存在せず、災害の程度が著しい場合に気象災害名としても用いられる。
世界的には高緯度で海岸に近い山地などに豪雪地帯がみられるが、日本のように比較的低緯度で平野に多くの雪が降る特異な例もある。
温暖化による気温上昇で豪雪は弱まるが、寒冷な場所では温暖化によって寒冷低気圧の通過からもたらされた強い寒気が刺激され、更に豪雪を増強させる可能性が高くなる。日本では、日本海側の中部山岳地帯など。
近年の日本における豪雪多発により、2000年代より平年値において降雪量が少なかった2006 - 2007年、および2009 - 2010年、2019 - 2020年、2023 - 2024年を除き、多くの地域で軒並み増加している。これによって、以前は豪雪となった年が現在では平年並みの降雪量として扱われることも決して少なくない。

## 豪雪の記録
日本における最深積雪は世界的な値を示しており世界有数の豪雪地帯が存在する。
- 日本海側で降る雪は多量の水分を含んでいるため、屋根に多量の雪が積もると家屋の損壊などの被害が発生する。
- 雪下ろしの負担が増大し、高齢者を中心に雪下ろし中の事故が多発する。また雪処理に莫大な費用がかかるため、財政力の弱い市町村では財政が悪化する可能性がある。

| 名称            | 名称                                 | 期間                                                    |
| 元号含む        | 他の通称                             | 期間                                                    |
| --------------- | ------------------------------------ | ------------------------------------------------------- |
| 大正7年豪雪     |                                      | 1917年（大正6年）12月 - 1918年（大正7年）1月            |
| 昭和2年豪雪     |                                      | 1926年（大正15年・昭和元年）12月 - 1927年（昭和2年）4月 |
| 昭和38年1月豪雪 | 三八豪雪                             | 1963年（昭和38年）1月 - 2月                             |
| 昭和48年豪雪    | 四八豪雪・秋田豪雪                   | 1973年（昭和48年）11月 - 1974年（昭和49年）3月          |
| 昭和52年豪雪    | 五二豪雪                             | 1976年（昭和51年）12月 - 1977年（昭和52年）2月          |
| 昭和56年豪雪    | 五六豪雪                             | 1980年（昭和55年）12月 - 1981年（昭和56年）3月          |
| 昭和59年豪雪    | 五九豪雪                             | 1983年（昭和58年）12月 - 1984年（昭和59年）3月          |
| 昭和60年豪雪    | 六〇豪雪                             | 1984年（昭和59年）12月 - 1985年（昭和60年）2月          |
| 昭和61年豪雪    | 六一豪雪                             | 1985年（昭和60年）12月 - 1986年（昭和61年）2月          |
| 平成10年の大雪  |                                      | 1998年（平成10年）1月                                   |
| 平成18年豪雪    | 一八豪雪・〇六豪雪                   | 2005年（平成17年）12月 - 2006年（平成18年）2月          |
| 平成23年の大雪  | 北陸豪雪・山陰豪雪                   | 2010年（平成22年）12月 - 2011年（平成23年）1月          |
| 平成24年の大雪  | 北海道豪雪                           | 2011年（平成23年）12月 - 2012年（平成24年）3月          |
| 平成25年の大雪  | 東北豪雪                             | 2012年（平成24年）12月 - 2013年（平成25年）2月          |
| 平成26年の大雪  |                                      | 2014年（平成26年）2月                                   |
| 平成28年の大雪  | 西日本豪雪                           | 2016年（平成28年）1月                                   |
| 平成30年の大雪  | 北陸豪雪・北海道豪雪                 | 2018年（平成30年）1月 - 3月                             |
| 令和3年の大雪   | 東北日本海側豪雪・北陸豪雪・山陰豪雪 | 2020年（令和2年）12月 - 2021年（令和3年）2月            |
| 令和4年の大雪   |                                      | 2021年（令和3年）12月 - 2022年（令和4年）3月            |
| 令和5年の大雪   |                                      | 2022年（令和4年）12月 - 2023年（令和5年）2月            |
| 令和7年の大雪   | 北日本 - 西日本日本海側豪雪          | 2024年（令和6年）12月 - 2025年（令和7年）2月            |

### 1945年（昭和20年）
1944年（昭和19年） - 1945年（昭和20年）の冬は観測史上最も寒い冬となり、多数の地点で最深積雪の記録を更新した。
数字は積雪を示す（単位：cm）。太字は観測史上最大を示す。
- 1944年
  - 11月 - 江差24（13日）　旭川59（18日）　北見枝幸53（22日）
  - 12月 - 苫小牧32（8日）　小樽85（13日）　大島0（17日）　留萌89（19日）　盛岡39（20日）　寿都94　八戸26（21日）　青森96（27日）　富山53（30日）　函館36（31日）
- 1945年
  - 1月 - 八戸52（13日）　徳島11（16日）　輪島110　相川52（18日）　新潟103　大島6（19日）　土佐清水2（23日）　高田374　函館55　銚子12　宮崎3　都城12（24日）　留萌167（25日）　富山158　金沢125　長野51（26日）　敦賀119（27日）　石廊崎8（28日）　福井130　豊岡129　鳥取72（29日）　青森193　酒田55（30日）　寿都138　江差100（31日）
  - 2月 - 軽井沢60（1日）　浜田38　八丈島1（4日）　伏木140　豊岡159（5日）　留萌183　彦根65（6日）　熊本13　佐賀9　長崎13　日田10　旭川115（7日）　福島48（8日）　新潟81（9日）　敦賀124　相川58（10日）　福井161（11日）　輪島78（12日）　深浦76（13日）　寿都180（17日）　小樽173（19日）　青森209　八戸50　平戸4（21日）　大島32　大分15　東京38　河口湖68　松山17（22日）　静岡10　石廊崎1　名古屋16　尾鷲4　大阪12　神戸17　洲本13　津山29　岡山26　福山23　広島29　鳥取94　高松12　多度津12（25日）　江差194　山形94　白河43　小名浜28　水戸32　館野26　奥日光65　宇都宮30　前橋37　熊谷27　銚子15　勝浦37　横浜45　長野71　松本46　諏訪35　飯田45　甲府42　三島18　網代28　高山88　上野15　高田377　富山165　金沢130（26日）　酒田96（27日）
  - 3月 - 小樽167　苫小牧42　山形83（2日）　江差193（3日）　宿毛0（8日）　旭川121　留萌179（9日）　盛岡52　福山4（10日）　彦根27（11日）　寿都189（17日）　勝浦5（18日）
  - 4月 - 館野0　小名浜0（4日）　江差13（6日）
  - 5月10日 - 網走5　帯広10

## 北アメリカ
北アメリカ大陸の西部ではロッキー山脈から海岸部にかけての地域で雪が多い。また、北アメリカ大陸の東部ではラプラドル高原から五大湖にかけての地域が多雪地帯となっている。
カナダ西部には豪雪地帯があり太平洋気団からもたらされる気流の山越えが豪雪の主たる要因になっている。また、カナダ東部にも豪雪地帯があり、北極から南下してくる寒気と、太平洋の暖流とともに北上してくる湿潤な暖気が豪雪の要因になっている。

## 影響
- 春になって、雪解けが急に進むと雪崩、洪水などを引き起こすことがある。
- 積雪が数mを超えるとライフラインが寸断され、山間部などの集落が孤立することがある。1918年1月から続いた東北、北陸地方で続いた豪雪では、岐阜県坂下村（現：飛騨市）万波集落で約300人が餓死したとする流言が流れた[3]。
- 雪が少しずつ解けるのであれば、水資源になり、場合によっては水不足を軽減するというメリットもある。また、雪解け水をダムに貯めて、水資源の確保や水力発電、農業用水（特に稲作）などに利用することができる。
- 雪が多いことによって地表はより白くなり、アルベド（太陽放射の反射率）が高くなるので、寒波が去った後も気温を下げる効果がある。また、雪が解けるときには融解熱を奪い、雪解け水は冷たいので、空気を冷やす効果がある。そのため、春の急激な気温の上昇を緩和させる効果がある。